# Tang Muhan
Tang Muhan (Chinees: 汤慕涵) (Shenzhen, 4 september 2003) is een Chinese zwemster. Ze vertegenwoordigde haar vaderland op de Olympische Zomerspelen 2020 in Tokio.

## Carrière
Bij haar internationale debuut, tijdens de Olympische Zomerspelen van 2020 in Tokio, eindigde Tang als vijfde op de 400 meter vrije slag. Op de 4×200 meter vrije slag veroverde ze samen met Yang Junxuan, Zhang Yufei en Li Bingjie de gouden medaille.

## Internationale toernooien
| Jaar | Olympische Spelen                      | WK langebaan | WK kortebaan   | PanPacs | Aziatische Spelen |
| ---- | -------------------------------------- | ------------ | -------------- | ------- | ----------------- |
| 2021 | 5e 400m vrije slag · 4×200m vrije slag |              | 16-21 december |         |                   |

## Persoonlijke records
Bijgewerkt tot en met 25 juli 2021
Langebaan
| Afstand         | Tijd    | Datum        | Plaats  |
| --------------- | ------- | ------------ | ------- |
| 200m vrije slag | 1.58,38 | 4 mei 2021   | Qingdao |
| 400m vrije slag | 4.04,07 | 25 juli 2021 | Tokio   |
| 800m vrije slag | 8.36,10 | 5 mei 2021   | Qingdao |